# Nectaire de Constantinople
Nectaire de Constantinople est un patriarche de Constantinople (juillet 381 - 27 septembre 397), et un saint chrétien, fêté le 11 octobre.

## Biographie
Né à Tarse (Cilicie), sénateur et préteur, il se trouvait dans la capitale byzantine quand l'empereur Théodose Ier le proposa aux évêques rassemblés au concile de Constantinople comme successeur de Grégoire de Nazianze, démissionnaire. Il n'était pourtant pas encore baptisé. La formule de foi qu'il prononça lors de son baptême devint, croit-on, le symbole de Nicée-Constantinople. Il fut le premier à siéger à Constantinople comme « patriarche », à la suite du canon 3 du concile qui le déclare comme évêque de « premier rang après l'évêque de Rome », devant les autres patriarches d'Orient (Alexandrie et Antioche).
Les écrits qui subsistent de Nectaire concernent les décisions trinitaires du concile de Constantinople condamnant ariens, apollinaristes et pneumatomaques. Il avait par contre pour ami un novatien, l'évêque Aggélios, qui lui conseilla d'inviter Sisinnios pour débattre contre le parti arien convoqué par l'empereur en 383 (Sisinnios devint patriarche en 426, après Jean Chrysostome, son propre frère Arsace et Attique). À la suite de ce débat, Théodose interdit tous les mouvements sectaires excepté le novatianisme de célébrer la liturgie, publier leurs doctrines ou ordonner des clercs sous peine de sévères mesures de rétorsion.

## Écrits
- CPG 4300-4301.

## Liens
- Notices dans des dictionnaires ou encyclopédies généralistes :   - Deutsche Biographie
  - Enciclopedia De Agostini
  - Treccani
- Notices d'autorité :   - VIAF
  - ISNI
  - BnF (données)
  - IdRef
  - GND
  - Espagne
  - Pays-Bas
  - Pologne
  - NUKAT
  - Vatican